# Manistee Auto Company
Manistee Auto Company war ein US-amerikanischer Hersteller von Automobilen.

## Unternehmensgeschichte
Charles Elmendorf gründete das Unternehmen im März 1912. Er war Präsident und Generalmanager, während George N. Burr Sekretär und Schatzmeister war. Der Sitz der Gesellschaft war in Manistee in Michigan. Die Produktion von Automobilen lief von 1912 bis 1913. Der Markenname lautete Autoette.
Es bestand keine Verbindung zur Auto-Ette Company, die 1913 den ähnlichen Markennamen Auto-Ette verwendete.

## Fahrzeuge
Das Unternehmen stellte eines der ersten und eines der kleinsten Cyclecars her. Der Einzylindermotor war wassergekühlt und leistete 4,9 PS. Eine Quelle gibt 400 cm³ Hubraum an. Eine andere Quelle nennt 88,9 mm Bohrung, 101,6 mm Hub und 631 cm³ Hubraum. Der Motor trieb über ein Friktionsgetriebe und Riemen die Hinterachse an. Der Radstand betrug 183 cm. Die offene Karosserie bot Platz für zwei Personen nebeneinander.